# 皮蒂湯
皮蒂湯是高加索地区流行的一种汤，主要成分为羊肉、番茄、马铃薯、鹰嘴豆，通常配面包食用。这种汤在一种带釉的陶罐中制作。